# Outlast
Outlast ist ein First-Person-Survival-Horror-Videospiel, das vom kanadischen Entwicklerstudio Red Barrels entwickelt und 2013 veröffentlicht wurde. 2014 erschien ein DLC zum Spiel mit dem Namen Outlast: Whistleblower. 2017 erschien ein Sequel zum Spiel unter dem Namen Outlast 2. Im Februar 2018 wurde eine Version von Outlast für die Nintendo Switch veröffentlicht. Auf allen Geräten ist das Spiel als „ab 18“ (USK/PEGI) eingestuft.

## Handlung
Miles Upshur, ein Enthüllungsjournalist, welcher zuvor einen anonymen Tipp bekommen hat, besucht die Nervenheilanstalt Mount Massive in den abgelegenen Rocky Mountains. Es ist der Verdacht aufgekommen, dass die dort operierende Murkoff Corporation unethische und illegale Experimente an den Patienten durchführt.
Bei seiner Ankunft im Gebäude stößt Miles auf einen sterbenden Soldaten, der ihm erklärt, dass die Patienten der Klinik aus ihren Zellen ausgebrochen sind und nun das Personal töten. Der Soldat warnt ihn eindringlich, die Anstalt unverzüglich zu verlassen. Da Miles das Gebäude allerdings nicht mehr auf demselben Weg verlassen kann, auf dem er es betreten hat, muss er einen alternativen Ausweg finden. Mitten in seinen Bemühungen, über ein Sicherheitsterminal den Haupteingang zu öffnen, wird er von Father Martin, einem selbsternannten Priester, überrascht, welcher ihm ein Betäubungsmittel injiziert, um seine Flucht zu vereiteln. Father Martin sieht in Miles seinen Apostel und offenbart ihm die Existenz eines Wesens namens „Walrider“, das für das Unheil in der Anstalt verantwortlich ist, und behauptet, dass die einzige Möglichkeit, diesem Ort zu entkommen in der Enthüllung und Verkündung der Wahrheit liege.
Nachdem Miles später in einer Gummizelle erwacht, muss er sich seinen Weg durch den Gefängnistrakt und die Kanalisation der Anstalt bahnen und dabei dem brutalen Patienten Chris Walker und zwei kannibalistischen Zwillingsbrüdern entkommen. Anschließend wird er von Dr. Richard Trager, einem ehemaligen Mitarbeiter der Murkoff Corporation, gefangen genommen und gefoltert, indem ihm zwei Finger abgetrennt werden. Bei seiner Flucht gelingt es ihm jedoch, Trager im Schacht eines hinabfahrenden Fahrstuhls zu töten.
Auf seinem weiteren Weg stößt Miles erneut auf Father Martin, welcher ihn auffordert, ihn in der Kapelle aufzusuchen. Unterwegs gelangt Miles in ein Auditorium, wo er durch einen eingespielten Dokumentarfilm genauere Details des „Projekt Walrider“ erfährt. Es wird unter anderem angedeutet, dass es sich beim Walrider um eine von Dr. Rudolf Gustav Wernicke ins Leben gerufene nanotechnologische Entität handelt. Die Experimente des Projekts, bei welchem Wernicke, ein deutscher Wissenschaftler, eine signifikante Rolle spielte, zielten in erster Linie darauf ab, diesen Nanoschwarm mithilfe der Patienten der Anstalt zu beschwören, indem diese sogenannten Klartraumtherapien unterzogen wurden. In der Kapelle erhält Miles daraufhin von Father Martin, welcher sich hat kreuzigen lassen, einen Fahrstuhlschlüssel, der ihn in die Freiheit befördern soll. In dem Glauben, dass Miles die Auferstehung von Father Martin dokumentieren soll, lässt Letzterer sich schließlich lebendig am Kreuz verbrennen.
Der Fahrstuhl führt Miles jedoch nicht in die ersehnte Freiheit, sondern in ein unterirdisches Labor, wo er erneut von Chris Walker angegriffen wird. Dieser wird allerdings vom Walrider getötet. Kurze Zeit später trifft Miles auf den fälschlicherweise totgeglaubten Dr. Wernicke, welcher ihm weitere Einzelheiten über den Walrider preisgibt und enthüllt, dass dieser von dem Patienten Billy Hope gesteuert wird. Wernicke bittet Miles, Hope zu töten, in der Hoffnung, dass dies den Walrider vernichten und die damit verbundenen Missstände beenden würde. Doch ehe Miles Hope töten kann, wird sein Körper vom Walrider übernommen. Auf seinem Weg aus dem Labor wird Miles schließlich von einer Gruppe Soldaten, die mit der Bereinigung des Chaos in der Anstalt beauftragt wurden, in der Gegenwart von Wernicke erschossen. Letzterer stellt jedoch schockiert fest, dass Miles nun der neue Wirt des Walriders ist. Das Spiel endet mit einem Blackscreen, in dem die panischen Schreie und Schüsse der Anwesenden zu hören sind.

## Gameplay
Outlast  ist ein First-Person-Survival-Horror-Spiel, das nur aus einer Einzelspieler-Kampagne besteht. Der Spieler kontrolliert den Protagonisten, der nicht in der Lage ist zu kämpfen und sich nur in Action-Sequenzen verteidigt.
Als Ausrüstung besitzt er lediglich eine Kamera mit einer Nachtsicht-Funktion.

## Sprecher
| Rolle               | Sprecher           |
| ------------------- | ------------------ |
| Miles Upshur        | Shawn Baichoo      |
| Waylon Park         | Shawn Baichoo      |
| Stephenson          | Shawn Baichoo      |
| Chris Walker        | Chimwemwe Miller   |
| Vater Martin        | Andreas Apergis    |
| Dr. Richard Trager  | Alex Ivanovici     |
| Pyromaniac          | Neil Napier        |
| Taller Twin         | Neil Napier        |
| Shorter Twin        | Alain Goulem       |
| Dr. Rudolf Wernicke | Marcel Jeannin     |
| Jeremy Blaire       | Matt Holland       |
| Frank Manera        | Edward Yankie      |
| Eddie Gluskin       | Graham Cuthbertson |
| Dennis              | Daniel Brochu      |

## Rezeption
„Nackte Kannibalen, wahnsinnige Ärzte und wir mitten drin. Outlast schickt uns im Test auf einen echten Horror-Trip.“

Bis Oktober 2016 wurden über 4 Millionen Kopien des Spiels verkauft.

### Auszeichnungen
- ACTRA Award Outstanding Performance in a Video Game Alex Ivanovici
- NAVGTR Award Use of Sound, Wachoru Jonathan
- NAVGTR Award New IP Red Barrels
- Fear Award Best Gore
- Fear Award Best Indie Horror
- Fear Award Scariest Game

## Outlast Whistleblower
Outlast: Whistleblower ist ein First-Person-Survival-Horror-Videospiel DLC für das Hauptspiel Outlast.

### Handlung
Der Spieler übernimmt die Rolle des Waylon Park, System-Administrator der Murkoff Corporation. Zu Beginn des Spiels schreibt Waylon eine anonyme Mail an Miles Upshur – jene Nachricht, welche Letzterer zu Beginn von Outlast liest, und welche ihn auffordert, die Irrenanstalt aufgrund der illegalen Experimente, die die Murkoff Corporation an den Patienten durchführt zu untersuchen. Nachdem Waylons Verrat von seinem Vorgesetzten, Jeremy Blaire, entlarvt wird, wird er als Strafmaßnahme in die verwahrloste Anstalt verbannt, die nach der Übernahme der Kontrolle über den Walrider durch Billy Hope, zunehmend von Chaos und Zerstörung beherrscht wird.
Mit Frank Manera, einem Kannibalen, auf den Fersen, begibt Waylon sich auf sie Suche nach einem Funkgerät, das sich im Gefängnistrakt der Anstalt befinden soll, um Kontakt zur Außenwelt herzustellen. Dort angekommen wird er jedoch von Blaire überwältigt, welcher kurz darauf das Funkgerät zerstört. Von Chris Walker in die Flucht getrieben, gelangt Waylon über das Außengelände zum Berufsblock der Nervenheilanstalt, wo er auf einen Mann namens Eddie Gluskin trifft, einen misogynen Patienten, welcher unter den dort ansässigen Insassen auch als „der Bräutigam“ bekannt ist und einen düsteren Ruf dafür pflegt, aus männlichen Patienten seine „perfekte Braut“ erschaffen zu wollen. Zu diesem Zweck entfernt er ihnen brutal ihre Genitalien und modelliert ihnen Brüste, ermordet sie anschließend jedoch auf grausamste Weise. Waylon, welcher schließlich auch diesem Schicksal ausgesetzt ist, wird von einem anderen Patienten gerettet, welcher Gluskin attackiert und daraufhin flüchtet. Im Anschluss gelangt Waylon in eine Sporthalle, wo Gluskin all seine Opfer aufgehängt hat. Beim Versuch, auch Waylon aufzuhängen, verheddert Gluskin sich in den zahlreichen Seilen, wird von Waylons Gegengewicht zur Decke gehoben und schließlich von einem Metallrohr durchbohrt, was zu seinem Tod führt.
Auf seiner Suche nach einem Ausweg stellt Waylon fest, dass das Militär eingetroffen ist und den Auftrag hat, alles Lebendige zu eliminieren.
Dabei erblickt Waylon eine brennende Kapelle und die Leiche des Dr. Richard Trager, wodurch sich für den Spieler herausstellt, dass Outlast Whistleblower zeitlich parallel zu Outlast spielt.
Am Haupteingang begegnet Waylon dem im Sterben liegenden Blaire, welcher ihn um Hilfe bittet. Als Waylon sich ihm nähert, springt Blaire jedoch auf und versucht, ihn zu erstechen, wird dann aber vom Walrider getötet. Waylon gelangt in die Freiheit und er steigt in den Jeep ein, mit dem Miles zuvor zur Anstalt gekommen ist. Im Wagen fällt ihm auf, dass Miles, welcher mittlerweile Wirt des Walriders ist, das Gebäude verlässt und in seine Richtung kommt. Waylon schafft es, mit dem Wagen zu fliehen.
Im Epilog sitzt Waylon mit seinem Laptop vor einem Mann, welcher ihm erklärt, dass er mit seinen Aufnahmen in der Irrenanstalt genügend Beweise gegen die Murkoff Corporation gesammelt habe. Wenn Waylon sein Beweismaterial online stellen würde, würde er der Murkoff Corporation zwar erheblichen Schaden zufügen, sie gleichzeitig aber auch dazu verleiten, brachiale Racheakte zu verüben. Trotz Skrupel lädt Waylon schließlich sein Material hoch.

### Rezeption
“The new chapter offers up a fresh batch of blood-drenched bad guys that will make any horror buff cower in delightful fear.”

„Das neue Kapitel bietet eine neue Ladung blutgetränkter Bösewichte, die jeden Horrorfan in entzückender Angst kauern lassen.“

## Belege
1. ↑  Fraser Brown: Review: Outlast – Hello darkness, my old friend. In: Destructoid. 4. September 2013, archiviert vom Original (nicht mehr online verfügbar) am 8. September 2013; abgerufen am 22. Dezember 2020 (englisch).  Info: Der Archivlink wurde automatisch eingesetzt und noch nicht geprüft. Bitte prüfe Original- und Archivlink gemäß Anleitung und entferne dann diesen Hinweis.
2. ↑  Rich McCormick: Outlast review. In: Eurogamer. 5. September 2013, abgerufen am 22. Dezember 2020 (englisch).
3. ↑  Ben Reeves: Outlast – Red Barrels Delivers An Endurance Test In Terror. In: Game Informer. 6. September 2013, abgerufen am 22. Dezember 2020 (englisch).
4. ↑  Outlas Reviews. In: GameSpot. Abgerufen am 22. Dezember 2020 (englisch).
5. 1 2  Florian Heider: Outlast im Test – Der reinste Horror. In: GameStar. 6. September 2013, abgerufen am 22. Dezember 2020.
6. ↑  Mary Silva: Outlast Review. In: IGN. 4. September 2013, abgerufen am 22. Dezember 2020 (englisch).
7. ↑  Jessica Conditt: Outlast review: Fraught in the dark. (Memento vom 7. September 2013 im Internet Archive) In: Joystiq. 4. September 2013, abgerufen am 22. Dezember 2020 (englisch).
8. ↑  Christopher Livingston: Outlast review. In: PC Gamer. 11. September 2013, abgerufen am 22. Dezember 2020 (englisch).
9. ↑  Roger Hargreaves: Outlast review – afraid of the dark. In: Metro. 9. November 2013, abgerufen am 22. Dezember 2020 (englisch).
10. ↑  Alex Co: Red Barrels Shares Original Outlast Sales Figures, Talks About the Ending. In: PlayStation Lifestyle. 19. Oktober 2016, abgerufen am 22. Dezember 2020 (englisch).
11. ↑  Yannick LeJacq: Somehow, Outlast Has Become Even More Terrifying. In: Kotaku. 6. Mai 2014, abgerufen am 22. Dezember 2020 (englisch).